# 上栖綴人
上栖綴人是日本的輕小說作家、編輯，北海道出身。

## 經歷
2008年以《眼鏡HOLICしんどろ〜む》得到第2回HJ文庫大賞的優秀賞（ホビージャパン主催）（受賞時筆名表記為上衛栖 鐵人）、其作品改題為「眼鏡少女HOLIC」在HJ文庫出版。2012年7月其作品《無賴勇者的鬼畜美學》動畫化。

## 作品一覧

### 小説
- 由HJ文庫出版
  - 眼鏡少女HOLIC （全3集）
  - ギブあっぷ!（全3集）
  - 無賴勇者的鬼畜美學（2013年2月－），既刊11集。
- 以下作品由角川書店出版，角川Sneaker文庫
  - 新妹魔王的契约者
- 以下作品由講談社出版，講談社輕小說文庫
  - 做過頭的魔神殲滅者的七大罪遊戲（やりすぎた魔神殲滅者の七大罪遊戯），插圖：GoHands、既刊3集

## 注解
1. ↑  2011年12月發售的第7卷告知

## 外部連結
- はい、こちら現場の上栖です! （页面存档备份，存于）